# Jos Croin
Josephus Judocus Zacharias (Jos) Croin (Middelburg, 15 maart 1894 - Amsterdam, 24 november 1949) was een Nederlands schilder.
Toen hij elf was bezocht hij samen met zijn vader in zijn geboortestad een tentoonstelling van Vincent van Gogh. Dit maakte zo’n indruk op hem dat hij te kennen gaf dat zijn besluit om schilder te worden vaststond. Hij verdiende op zijn dertiende zijn eigen zakgeld door portretten van kennissen en leraren te tekenen. Al toen hij zestien was won hij een gouden medaille op een tentoonstelling van Zeeuwse schilders in Vlissingen. In 1912 ging hij op achttienjarige leeftijd naar de Academie voor Beeldende Kunsten in Den Haag. Plannen van zijn familie om hem een opleiding tot tekenleraar te laten volgen mislukten. Het daarvoor noodzakelijke vak wiskunde kon niet op belangstelling van de jonge Croin rekenen.
Jos wilde schilder worden en ging daarom in 1916 voor een tweejarige studie naar de Rijksakademie van Beeldende Kunsten in Amsterdam, de tijd dat professor Antoon Derkinderen daar directeur was. Na korte periodes in Laren (1918) en Den Haag (1918-1920) verbleven te hebben, vertrok hij in 1920 naar Parijs. In deze stad werd hij leerling van de fauvist Othon Friesz. Op basis van een stipendium verbleef hij enige tijd in Rome. Verder maakte hij studiereizen door Frankrijk en Spanje en werkte hij aan de Bretonse en Normandische kust.
Croin overleed in Amsterdam op 24 november 1949, enkele dagen na de opening van zijn tentoonstelling bij Huinck en Scherjon. Hij werd op 26 november, een sombere herfstdag, gecremeerd op Driehuis-Westerveld.

## Werk
Jos Croin schilderde, tekende en etste vooral:
- stadsgezichten: bekende plekken in Parijs als de Notre Dame en de Pont Neuf, maar ook minder bekende pleingezichten als Place Fürstemberg, Amsterdamse grachten en Spaanse stadgezichten
- landschappen: Veere, Blaricum, Le Midi
- haven- en strandgezichten: Bretagne, Normandië, Veere, Volendam
- stillevens: schaaldieren, fruit
- bloemstukken
- portretten
- naakten

Het werk van Croin werd verzameld door de bekende kunstverzamelaar Piet Boendermaker.